# 620 (szám)
A 620 (római számmal: DCXX) egy természetes szám.

## A szám a matematikában
A tízes számrendszerbeli 620-as a kettes számrendszerben 1001101100, a nyolcas számrendszerben 1154, a tizenhatos számrendszerben 26C alakban írható fel.
A 620 páros szám, összetett szám, kanonikus alakban a 22 · 51 · 311 szorzattal, normálalakban a 6,2 · 102 szorzattal írható fel. A számnak tizenkettő osztója van a természetes számok halmazán, ezek növekvő sorrendben: 1, 2, 4,  5, 10, 20, 31, 62, 124, 155, 310 és 620.
A 620 négyzete 384 400, köbe 238 328 000, négyzetgyöke 24,8998, köbgyöke 8,52702, reciproka 0,0016129.